# 2015-ös alpesisí-világkupa

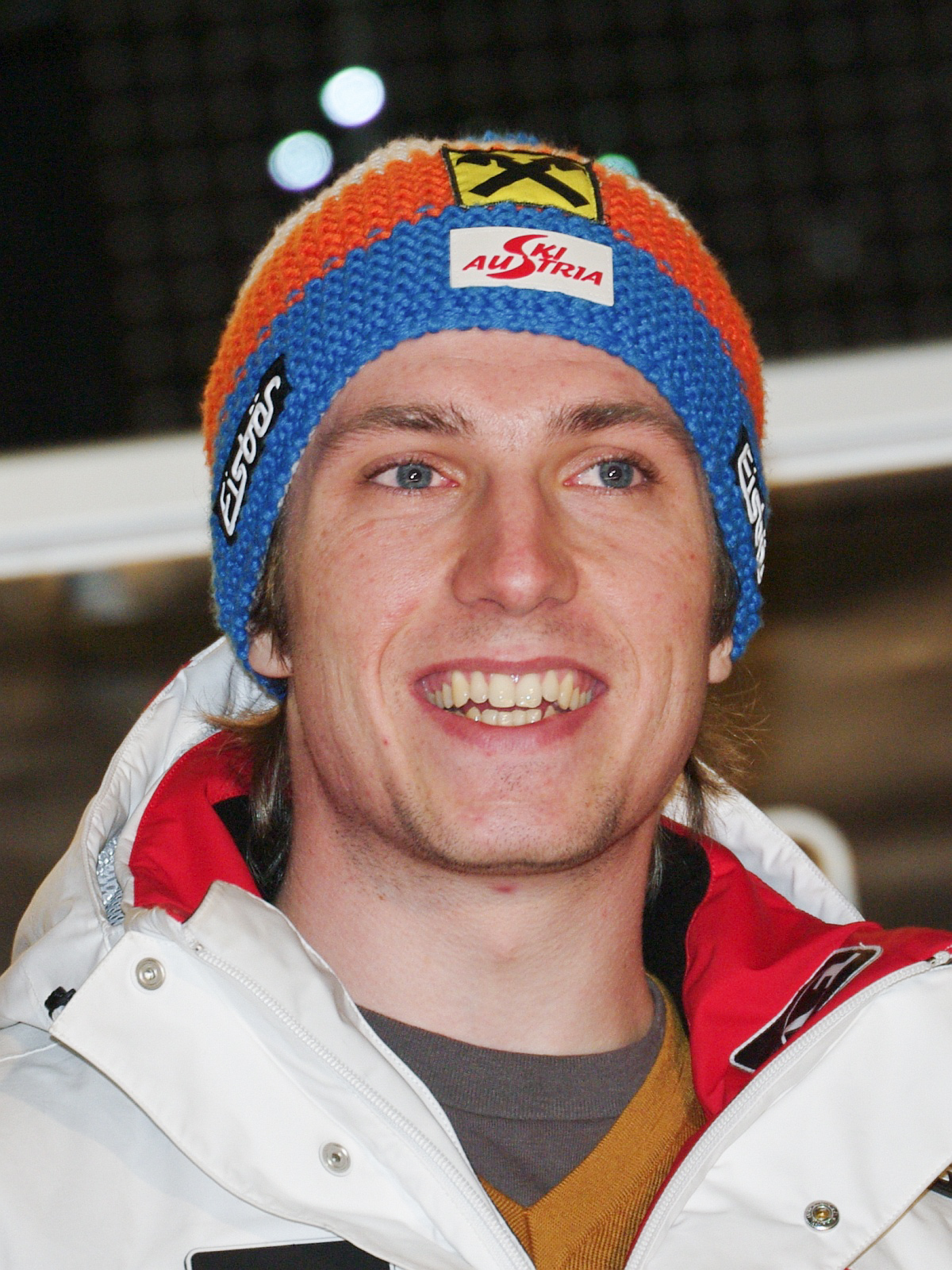
Marcel Hirscher

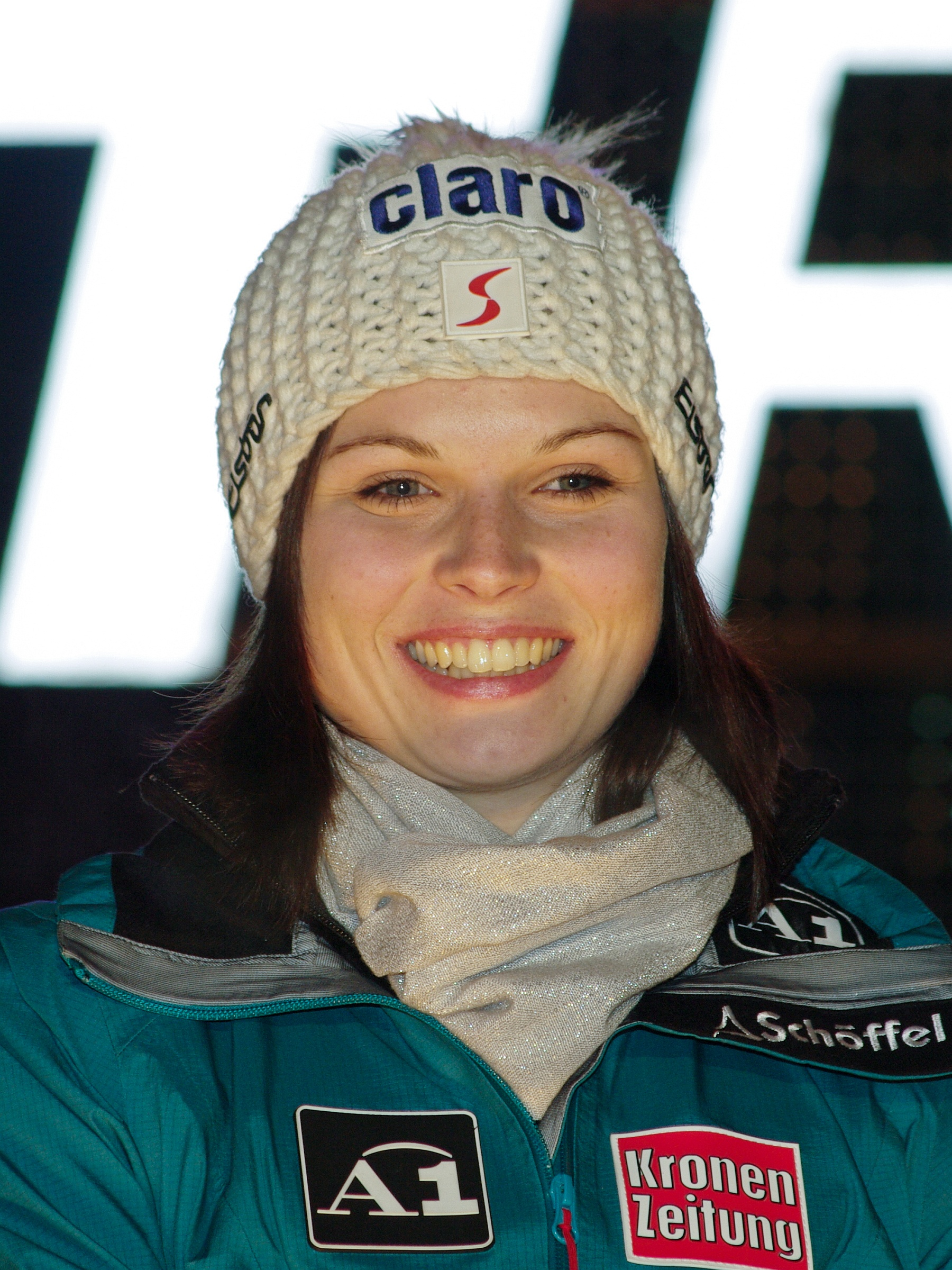
Anna Fenninger

A 49. FIS által szervezett alpesisí-világkupa 2014. október 25-én kezdődött az ausztriai Söldenben, az utolsó futamot 2015. március 22-én rendezték Méribelben, Franciaországban.
A címvédő az összetett versenyben Marcel Hirscher a férfiak, Anna Fenninger a nők versenyében, mindketten Ausztriából.
Ebben a szezonban a férfiaknál 37 versenyt rendeztek, ebből 10 Lesiklás (Downhill – DH), 7 Szuperóriás-műlesiklás (Super-G – SG), 8 Óriás-műlesiklás (Giant Slalom – GS), 10 Műlesiklás (Slalom – SL), 2 Alpesi-kombináció (Super combined (Downhill & Slalom – SC)). Az előzetesen tervezett 1 Városi verseny (City Event – CE) elmaradt.
A nőknél 32 versenyre került sor (8 lesiklás, 7 szuperóriás-műlesiklás, 7 óriás-műlesiklás, 9 műlesiklás, 1 szuperkombináció és 2 városi verseny). Az előzetesen tervezett 2 városi verseny elmaradt.
A szezon csúcspontja az alpesisí-világbajnokság, amit 2015. február 2 és 15 között rendeztek az amerikai egyesült államokbeli Coloradóban, a Vail/Beaver Creek síterületen. Az itt elért eredmények nem számítottak be a Világkupa versenyébe.
Az összetett világkupát a férfiak versenyében az osztrák Marcel Hirscher nyerte meg zsinórban negyedik alkalommal, ez neki sikerült először az Alpesi világkupák történetében.
A nőknél a szintén osztrák Anna Fenninger végzett az első helyen az összesített versenyben, aki így szintén megvédte címét.
A nemzetek közötti versenyt sorozatban 26. alkalommal Ausztria szerezte meg.

## Összessített verseny

### A világkupa végeredménye
| Hely. | Név                  | Ország        | Pont |
| ----- | -------------------- | ------------- | ---- |
| 1.    | Marcel Hirscher      | Ausztria      | 1448 |
| 2.    | Kjetil Jansrud       | Norvégia      | 1288 |
| 3.    | Alexis Pinturault    | Franciaország | 1006 |
| 4.    | Felix Neureuther     | Németország   | 838  |
| 5.    | Fritz Dopfer         | Németország   | 797  |
| 6.    | Hannes Reichelt      | Ausztria      | 760  |
| 7.    | Dominik Paris        | Olaszország   | 745  |
| 8.    | Henrik Kristoffersen | Norvégia      | 729  |
| 9.    | Matthias Mayer       | Ausztria      | 717  |
| 10.   | Carlo Janka          | Svájc         | 643  |

| Hely. | Név              | Ország        | Pont |
| ----- | ---------------- | ------------- | ---- |
| 1.    | Anna Fenninger   | Ausztria      | 1553 |
| 2.    | Tina Maze        | Szlovénia     | 1531 |
| 3.    | Lindsey Vonn     | USA           | 1087 |
| 4.    | Mikaela Shiffrin | USA           | 1036 |
| 5.    | Nicole Hosp      | Ausztria      | 684  |
| 6.    | Frida Hansdotter | Svédország    | 679  |
| 7.    | Kathrin Zettel   | Ausztria      | 646  |
| 8.    | Elisabeth Görgl  | Ausztria      | 638  |
| 9.    | Lara Gut         | Svájc         | 623  |
| 10.   | Tina Weirather   | Liechtenstein | 603  |
| 51.   | Miklós Edit      | Magyarország  | 125  |

### Dobogósok
| Dátum                                           | Helyszín                            | Verseny | Győztes                                                      | Második                                                      | Harmadik                                                     |
| ----------------------------------------------- | ----------------------------------- | ------- | ------------------------------------------------------------ | ------------------------------------------------------------ | ------------------------------------------------------------ |
| 2014.10.26.                                     | Sölden, Ausztria                    | GS      | Marcel Hirscher                                              | Fritz Dopfer                                                 | Alexis Pinturault                                            |
| 2014.11.16.                                     | Levi, Finnország                    | SL      | Henrik Kristoffersen                                         | Marcel Hirscher                                              | Felix Neureuther                                             |
| 2014.11.29.                                     | Lake Louise, Kanada                 | DH      | Kjetil Jansrud                                               | Manuel Osborne-Paradis Guillermo Fayed                       |                                                              |
| 2014.11.30.                                     | Lake Louise, Kanada                 | SG      | Kjetil Jansrud                                               | Matthias Mayer                                               | Dominik Paris                                                |
| 2014.12.05.                                     | Beaver Creek, USA                   | DH      | Kjetil Jansrud                                               | Beat Feuz                                                    | Steven Nyman                                                 |
| 2014.12.06.                                     | Beaver Creek, USA                   | SG      | Hannes Reichelt                                              | Kjetil Jansrud                                               | Alexis Pinturault                                            |
| 2014.12.07.                                     | Beaver Creek, USA                   | GS      | Ted Ligety                                                   | Alexis Pinturault                                            | Marcel Hirscher                                              |
| 2014.12.13.                                     | Val-d’Isère, Franciaország          | GS      | A verseny hóhiány miatt elmaradt, póthelyszín Åre Svédország | A verseny hóhiány miatt elmaradt, póthelyszín Åre Svédország | A verseny hóhiány miatt elmaradt, póthelyszín Åre Svédország |
| 2014.12.14.                                     | Val-d’Isère, Franciaország          | SL      | A verseny hóhiány miatt elmaradt, póthelyszín Åre Svédország | A verseny hóhiány miatt elmaradt, póthelyszín Åre Svédország | A verseny hóhiány miatt elmaradt, póthelyszín Åre Svédország |
| 2014.12.12.                                     | Åre, Svédország                     | GS      | Marcel Hirscher                                              | Ted Ligety                                                   | Stefan Luitz                                                 |
| 2014.12.14.                                     | Åre, Svédország                     | SL      | Marcel Hirscher                                              | Felix Neureuther                                             | Alexander Khoroshilov                                        |
| 2014.12.19.                                     | Val Gardena, Olaszország            | DH      | Steven Nyman                                                 | Kjetil Jansrud                                               | Dominik Paris                                                |
| 2014.12.20.                                     | Val Gardena, Olaszország            | SG      | Kjetil Jansrud                                               | Dominik Paris                                                | Hannes Reichelt                                              |
| 2014.12.21.                                     | Alta Badia, Olaszország             | GS      | Marcel Hirscher                                              | Ted Ligety                                                   | Thomas Fanara                                                |
| 2014.12.22.                                     | Madonna di Campiglio, Olaszország   | SL      | Felix Neureuther                                             | Fritz Dopfer                                                 | Jens Byggmark                                                |
| 2014.12.28.                                     | Santa Caterina, Olaszország         | DH      | Travis Ganong                                                | Matthias Mayer                                               | Dominik Paris                                                |
| 2015.01.01.                                     | München, Németország                | CE      | A verseny hóhiány miatt elmaradt                             | A verseny hóhiány miatt elmaradt                             | A verseny hóhiány miatt elmaradt                             |
| 2015.01.06.                                     | Zágráb, Horvátország                | SL      | Marcel Hirscher                                              | Felix Neureuther                                             | Sebastian-Foss Solevaag                                      |
| 2015.01.10.                                     | Adelboden, Svájc                    | GS      | Marcel Hirscher                                              | Alexis Pinturault                                            | Henrik Kristoffersen                                         |
| 2015.01.11.                                     | Adelboden, Svájc                    | SL      | Stefano Gross                                                | Fritz Dopfer                                                 | Marcel Hirscher                                              |
| 2015.01.16.                                     | Wengen, Svájc                       | SC      | Carlo Janka                                                  | Victor Muffat-Jeandet                                        | Ivica Kostelić                                               |
| 2015.01.17.                                     | Wengen, Svájc                       | SL      | Felix Neureuther                                             | Stefano Gross                                                | Henrik Kristoffersen                                         |
| 2015.01.18.                                     | Wengen, Svájc                       | DH      | Hannes Reichelt                                              | Beat Feuz                                                    | Carlo Janka                                                  |
| 2015.01.23.                                     | Kitzbühel, Ausztria                 | SG      | Dominik Paris                                                | Matthias Mayer                                               | Georg Streitberger                                           |
| 2015.01.23.                                     | Kitzbühel, Ausztria                 | SC      | Alexis Pinturault                                            | Marcel Hirscher                                              | Ondrej Bank                                                  |
| 2015.01.24.                                     | Kitzbühel, Ausztria                 | DH      | Kjetil Jansrud                                               | Dominik Paris                                                | Guillermo Fayed                                              |
| 2015.01.25.                                     | Kitzbühel, Ausztria                 | SL      | Mattias Hargin                                               | Marcel Hirscher                                              | Felix Neureuther                                             |
| 2015.01.27.                                     | Schladming, Ausztria                | SL      | Alexander Khoroshilov                                        | Stefano Gross                                                | Felix Neureuther                                             |
| 2015-ös alpesisí-világbajnokság (Február 2-15.) |                                     |         |                                                              |                                                              |                                                              |
| 2015.02.21.                                     | Saalbach, Ausztria                  | DH      | Matthias Mayer                                               | Max Franz                                                    | Hannes Reichelt                                              |
| 2015.02.22.                                     | Saalbach, Ausztria                  | SG      | Matthias Mayer                                               | Adrien Theaux                                                | Kjetil Jansrud                                               |
| 2015.02.28.                                     | Garmisch Partenkirchen, Németország | DH      | Hannes Reichelt                                              | Romed Baumann                                                | Matthias Mayer                                               |
| 2015.03.01.                                     | Garmisch Partenkirchen, Németország | GS      | Marcel Hirscher                                              | Felix Neureuther                                             | Benjamin Raich                                               |
| 2015.03.07.                                     | Kvitfjell, Norvégia                 | DH      | Hannes Reichelt                                              | Manuel Osborne-Paradis                                       | Werner Heel                                                  |
| 2015.03.08.                                     | Kvitfjell, Norvégia                 | SG      | Kjetil Jansrud                                               | Vincent Kriechmayr                                           | Dustin Cook                                                  |
| 2015.03.14.                                     | Kranjska Gora, Szlovénia            | GS      | Alexis Pinturault                                            | Marcel Hirscher                                              | Thomas Fanara                                                |
| 2015.03.15.                                     | Kranjska Gora, Szlovénia            | SL      | Henrik Kristoffersen                                         | Giuliano Razzoli                                             | Mattias Hargin                                               |
| 2015.03.18.                                     | Méribel, Franciaország              | DH      | Kjetil Jansrud                                               | Didier Défago                                                | Georg Streitberger                                           |
| 2015.03.19.                                     | Méribel, Franciaország              | SG      | Dustin Cook                                                  | Kjetil Jansrud                                               | Brica Roger                                                  |
| 2015.03.21.                                     | Méribel, Franciaország              | GS      | Henrik Kristoffersen                                         | Fritz Dopfer                                                 | Thomas Fanara                                                |
| 2015.03.22.                                     | Méribel, Franciaország              | SL      | Marcel Hirscher                                              | Giuliano Razzoli                                             | Alexander Khoroshilov                                        |

| Dátum                                           | Helyszín                            | Verseny | Győztes                                                                            | Második                                                                            | Harmadik                                                                           |
| ----------------------------------------------- | ----------------------------------- | ------- | ---------------------------------------------------------------------------------- | ---------------------------------------------------------------------------------- | ---------------------------------------------------------------------------------- |
| 2014.10.25.                                     | Sölden, Ausztria                    | GS      | Anna Fenninger Mikaela Shiffrin                                                    |                                                                                    | Eva-Maria Brem                                                                     |
| 2014.11.15.                                     | Levi, Finnország                    | SL      | Tina Maze                                                                          | Frida Hansdotter                                                                   | Kathrin Zette                                                                      |
| 2014.11.29.                                     | Aspen, USA                          | GS      | Eva-Maria Brem                                                                     | Kathrin Zettel                                                                     | Federica Brignone                                                                  |
| 2014.11.30.                                     | Aspen, USA                          | SL      | Nicole Hosp                                                                        | Frida Hansdotter                                                                   | Kathrin Zettel                                                                     |
| 2014.12.05.                                     | Lake Louise, Kanada                 | DH      | Tina Maze                                                                          | Anna Fenninger                                                                     | Tina Weirather                                                                     |
| 2014.12.06.                                     | Lake Louise, Kanada                 | DH      | Lindsey Vonn                                                                       | Stacey Cook                                                                        | Julia Mancuso                                                                      |
| 2014.12.07.                                     | Lake Louise, Kanada                 | SG      | Lara Gut                                                                           | Lindsey Vonn                                                                       | Tina Maze                                                                          |
| 2014.12.13.                                     | Courchevel, Franciaország           | GS      | A verseny hóhiány miatt elmaradt, póthelyszín Åre Svédország                       | A verseny hóhiány miatt elmaradt, póthelyszín Åre Svédország                       | A verseny hóhiány miatt elmaradt, póthelyszín Åre Svédország                       |
| 2014.12.14.                                     | Courchevel, Franciaország           | SL      | A verseny hóhiány miatt elmaradt, póthelyszín Åre Svédország                       | A verseny hóhiány miatt elmaradt, póthelyszín Åre Svédország                       | A verseny hóhiány miatt elmaradt, póthelyszín Åre Svédország                       |
| 2014.12.12.                                     | Åre, Svédország                     | GS      | Tina Maze                                                                          | Sara Hector                                                                        | Eva-Maria Brem                                                                     |
| 2014.12.13.                                     | Åre, Svédország                     | SL      | Maria Pietilä-Holmner                                                              | Tina Maze                                                                          | Frida Hansdotter                                                                   |
| 2014.12.20.                                     | Val-d’Isère, Franciaország          | DH      | Lindsey Vonn                                                                       | Viktoria Rebensburg                                                                | Elisabeth Görgl                                                                    |
| 2014.12.21.                                     | Val-d’Isère, Franciaország          | SG      | Elisabeth Görgl                                                                    | Anna Fenninger                                                                     | Tina Maze                                                                          |
| 2014.12.28.                                     | Kühtai, Ausztria                    | GS      | Sara Hector                                                                        | Anna Fenninger                                                                     | Mikaela Shiffrin                                                                   |
| 2014.12.29.                                     | Kühtai, Ausztria                    | SL      | Mikaela Shiffrin                                                                   | Šárka Strachová                                                                    | Wendy Holdener                                                                     |
| 2015.01.01.                                     | München, Németország                | CE      | A verseny hóhiány miatt elmaradt                                                   | A verseny hóhiány miatt elmaradt                                                   | A verseny hóhiány miatt elmaradt                                                   |
| 2015.01.04.                                     | Zágráb, Horvátország                | SL      | Mikaela Shiffrin                                                                   | Kathrin Zettel                                                                     | Nina Loeseth                                                                       |
| 2015.01.10.                                     | Bad Kleinkirchheim, Ausztria        | DH      | A verseny a viharos szél miatt elmaradt, póthelyszín 2015.01.16. Cortina d’Ampezzo | A verseny a viharos szél miatt elmaradt, póthelyszín 2015.01.16. Cortina d’Ampezzo | A verseny a viharos szél miatt elmaradt, póthelyszín 2015.01.16. Cortina d’Ampezzo |
| 2015.01.11.                                     | Bad Kleinkirchheim, Ausztria        | SG      | A verseny a viharos szél miatt elmaradt                                            | A verseny a viharos szél miatt elmaradt                                            | A verseny a viharos szél miatt elmaradt                                            |
| 2015.01.13.                                     | Flachau, Ausztria                   | SL      | Frida Hansdotter                                                                   | Tina Maze                                                                          | Mikaela Shiffrin                                                                   |
| 2015.01.16.                                     | Cortina d’Ampezzo, Olaszország      | DH      | Elena Fanchini                                                                     | Larisa Yurkiw                                                                      | Viktoria Rebensburg                                                                |
| 2015.01.18.                                     | Cortina d’Ampezzo, Olaszország      | DH      | Lindsey Vonn                                                                       | Elisabeth Görgl                                                                    | Daniela Merighetti                                                                 |
| 2015.01.19.                                     | Cortina d’Ampezzo, Olaszország      | SG      | Lindsey Vonn                                                                       | Anna Fenninger                                                                     | Tina Weirather                                                                     |
| 2015.01.24.                                     | St. Moritz, Svájc                   | DH      | Lara Gut                                                                           | Anna Fenninger                                                                     | Miklós Edit                                                                        |
| 2015.01.25.                                     | St. Moritz, Svájc                   | SG      | Lindsey Vonn                                                                       | Anna Fenninger                                                                     | Nicole Hosp                                                                        |
| 2015-ös alpesisí-világbajnokság (Február 2-15.) |                                     |         |                                                                                    |                                                                                    |                                                                                    |
| 2015.02.21.                                     | Maribor, Szlovénia                  | GS      | Anna Fenninger                                                                     | Viktoria Rebensburg                                                                | Tina Weirather                                                                     |
| 2015.02.22.                                     | Maribor, Szlovénia                  | SL      | Mikaela Shiffrin                                                                   | Veronika Velez-Zuzulová                                                            | Šárka Strachová                                                                    |
| 2015.03.01.                                     | Bansko, Bulgária                    | SC      | Anna Fenninger                                                                     | Tina Maze                                                                          | Kathrin Zettel                                                                     |
| 2015.03.02.                                     | Bansko, Bulgária                    | SG      | Anna Fenninger                                                                     | Tina Maze                                                                          | Lindsey Vonn                                                                       |
| 2015.03.07.                                     | Garmisch Partenkirchen, Németország | DH      | Tina Weirather                                                                     | Anna Fenninger                                                                     | Tina Maze                                                                          |
| 2015.03.08.                                     | Garmisch Partenkirchen, Németország | SG      | Lindsey Vonn                                                                       | Tina Maze                                                                          | Anna Fenninger                                                                     |
| 2015.03.13.                                     | Åre, Svédország                     | GS      | Anna Fenninger                                                                     | Nadia Fanchini                                                                     | Eva-Maria Brem                                                                     |
| 2015.03.14.                                     | Åre, Svédország                     | SL      | Mikaela Shiffrin                                                                   | Veronika Velez-Zuzulová                                                            | Šárka Strachová                                                                    |
| 2015.03.18.                                     | Méribel, Franciaország              | DH      | Lindsey Vonn                                                                       | Elisabeth Görgl                                                                    | Nicole Hosp                                                                        |
| 2015.03.19.                                     | Méribel, Franciaország              | SG      | Lindsey Vonn                                                                       | Anna Fenninger                                                                     | Tina Maze                                                                          |
| 2015.03.21.                                     | Méribel, Franciaország              | SL      | Mikaela Shiffrin                                                                   | Frida Hansdotter                                                                   | Veronika Velez-Zuzulová                                                            |
| 2015.03.22.                                     | Méribel, Franciaország              | GS      | Anna Fenninger                                                                     | Eva-Maria Brem                                                                     | Tina Maze                                                                          |

## Lesiklás (DH)

### A szakági világkupa végeredménye
| Hely. | Név             | Ország        | Pont |
| ----- | --------------- | ------------- | ---- |
| 1.    | Kjetil Jansrud  | Norvégia      | 605  |
| 2.    | Hannes Reichelt | Ausztria      | 511  |
| 3.    | Guillermo Fayed | Franciaország | 389  |
| 4.    | Matthias Mayer  | Ausztria      | 386  |
| 5.    | Dominik Paris   | Olaszország   | 386  |
| 6.    | Steven Nyman    | USA           | 324  |
| 7.    | Beat Feuz       | Svájc         | 306  |
| 8.    | Patrick Küng    | Svájc         | 280  |
| 9.    | Romed Baumann   | Ausztria      | 272  |
| 10.   | Max Franz       | Ausztria      | 256  |

| Hely. | Név                 | Ország        | Pont |
| ----- | ------------------- | ------------- | ---- |
| 1.    | Lindsey Vonn        | USA           | 502  |
| 2.    | Anna Fenninger      | Ausztria      | 399  |
| 3.    | Tina Maze           | Szlovénia     | 356  |
| 4.    | Elisabeth Görgl     | Ausztria      | 337  |
| 5.    | Elena Fanchini      | Olaszország   | 291  |
| 6.    | Lara Gut            | Svájc         | 289  |
| 7.    | Tina Weirather      | Liechtenstein | 269  |
| 8.    | Viktoria Rebensburg | Németország   | 269  |
| 9.    | Fabienne Suter      | Svájc         | 212  |
| 10.   | Larisa Yurkiw       | Kanada        | 202  |
| 21.   | Miklós Edit         | Magyarország  | 116  |

### Dobogósok
| Dátum       | Helyszín                            | Győztes         | Második                                | Harmadik           |
| ----------- | ----------------------------------- | --------------- | -------------------------------------- | ------------------ |
| 2014.11.29. | Lake Louise, Kanada                 | Kjetil Jansrud  | Manuel Osborne-Paradis Guillermo Fayed |                    |
| 2014.12.05. | Beaver Creek, USA                   | Kjetil Jansrud  | Beat Feuz                              | Steven Nyman       |
| 2014.12.19. | Val Gardena, Olaszország            | Steven Nyman    | Kjetil Jansrud                         | Dominik Paris      |
| 2014.12.28. | Santa Caterina, Olaszország         | Travis Ganong   | Matthias Mayer                         | Dominik Paris      |
| 2015.01.18. | Wengen, Svájc                       | Hannes Reichelt | Beat Feuz                              | Carlo Janka        |
| 2015.01.24. | Kitzbühel, Ausztria                 | Kjetil Jansrud  | Dominik Paris                          | Guillermo Fayed    |
| 2015.02.21. | Saalbach, Ausztria                  | Matthias Mayer  | Franz Max                              | Hannes Reichelt    |
| 2015.02.28. | Garmisch Partenkirchen, Németország | Hannes Reichelt | Romed Baumann                          | Matthias Mayer     |
| 2015.03.07. | Kvitfjell, Norvégia                 | Hannes Reichelt | Manuel Osborne-Paradis                 | Werner Heel        |
| 2015.03.18. | Méribel, Franciaország              | Kjetil Jansrud  | Didier Défago                          | Georg Streitberger |

| Dátum       | Helyszín                            | Győztes        | Második             | Harmadik            |
| ----------- | ----------------------------------- | -------------- | ------------------- | ------------------- |
| 2014.12.05. | Lake Louise, Kanada                 | Tina Maze      | Anna Fenninger      | Tina Weirather      |
| 2014.12.06. | Lake Louise, Kanada                 | Lindsey Vonn   | Stacey Cook         | Julia Mancuso       |
| 2014.12.20. | Val-d’Isère, Franciaország          | Lindsey Vonn   | Viktoria Rebensburg | Elisabeth Görgl     |
| 2015.01.16. | Cortina d’Ampezzo, Olaszország      | Elena Fanchini | Larisa Yurkiw       | Viktoria Rebensburg |
| 2015.01.18. | Cortina d’Ampezzo, Olaszország      | Lindsey Vonn   | Elisabeth Görgl     | Daniela Merighetti  |
| 2015.01.24. | St. Moritz, Svájc                   | Lara Gut       | Anna Fenninger      | Miklós Edit         |
| 2015.03.07. | Garmisch Partenkirchen, Németország | Tina Weirather | Anna Fenninger      | Tina Maze           |
| 2015.03.18. | Méribel, Franciaország              | Lindsey Vonn   | Elisabeth Görgl     | Nicole Hosp         |